# Carleton Carpenter
Carleton Upham Carpenter junior (* 10. Juli 1926 in Bennington, Vermont; † 31. Januar 2022 in Warwick, New York) war ein US-amerikanischer Schauspieler, Sänger, Songschreiber und Autor.

## Leben
Carleton Carpenter wurde 1926 in Bennington, Vermont geboren, wo er die Old Bennington High School besuchte. Nach seinem Schulabschluss begann er seine Laufbahn als Unterhalter und Schauspieler am Broadway. Seine erste Rolle erhielt er 1944 in David Merricks Bright Boy. In dieser Zeit diente er aber auch im Zweiten Weltkrieg bei der United States Navy und half unter anderem auf der Insel Tinian beim Bau des Flugzeugfeldes, von der die Enola Gay startete.
Carpenters Karriere in Hollywood begann 1949 mit einer Rolle in Wenn Eltern schweigen. 1950 unterschrieb er einen Vertrag bei Metro-Goldwyn-Mayer, für die er in den folgenden drei Jahren in insgesamt acht Filmproduktionen mitwirkte. Hierzu gehörte auch eine kleine, nicht im Abspann genannte Rolle als Partygast in Vater der Braut. Bekanntheit erlangten vor allem Carpenters Auftritte in den Musikfilmen Drei kleine Worte mit Fred Astaire und Summer Stock mit Judy Garland. Er spielte außerdem in zwei Filmen ein junges Liebespaar mit Debbie Reynolds, mit der er in diesen Filmen die Lieder Row, Row, Row, I Wanna Be Loved by You und Aba Daba Honeymoon sang. Letzteres aus dem Film Einmal eine Dame sein erschien auch als Schallplatte und verkaufte sich über eine Million Mal; es erreichte 1951 Platz drei der Billboard-Charts sowie Platz eins der Charts in Australien.
Nach dem Auslaufen seines Vertrages mit Metro-Goldwyn-Mayer und einer Nebenrolle in Sprung auf, marsch, marsch! im Jahr 1953 zog sich Carpenter aus Hollywood zurück und widmete sich der Bühne, dem Fernsehen und Radioproduktionen. Unter anderem übernahm er 1954 die Hauptrolle an der Seite von Ann Sothern in der Fernsehadaption des Musicals Lady in the Dark. Die im Film aufgenommenen Lieder wurden als Album bei RCA Records veröffentlicht. Zu Carpenters weiteren Fernsehauftritten gehörte eine Gastrolle in Perry Mason im Jahr 1963.
1959 kehrte Carpenter mit einer Rolle in dem Kriegsfilm Geheimkommando nach Hollywood zurück und trat fortan bis in die 1980er-Jahre gelegentlich in Filmen in Erscheinung. Zu seinen späteren Bühnenauftritten gehörte das Musical Hello, Dolly! an der Seite von Mary Martin, mit der er zudem als Truppenunterhalter in Vietnam auftrat.
Neben seiner Schauspiel- und Gesangskarriere war Carpenter auch als Songschreiber tätig. Zu seinen Kompositionen gehören unter anderem die Stücke Christmas Eve, Cabin in the Woods und Ev’ry Other Day, welche 1951 im Film The Whistle at Eaton Falls Verwendung fanden. Er schrieb zudem das Musical Northern Boulevard, welches von Rosetta LeNoire in New York aufgeführt wurde. In seiner Laufbahn schrieb Carpenter unter anderem für seine frühere Filmpartnerin Debbie Reynolds, Marlene Dietrich und Hermione Gingold. In den 1970er und 1980er Jahren betätigte er sich zudem als Buchautor, einige seiner Kriminalromane wurden auch zu Bestsellern. Sein Roman Deadhead wurde später als Musical am Broadway aufgeführt.
Für seine Verdienste erhielt Carpenter 2012 den Ehrenpreis der Filmorganisation Cinecon, welcher ihm von seiner früheren Filmpartnerin Debbie Reynolds überreicht wurde. 2016 erschien Carpenters Autobiografie The Absolute Joy of Work, in der er auch über seine Bisexualität schrieb. Zu dieser Zeit spielte er auch noch immer in Theaterproduktionen. Carpenter lebte zuletzt in der Kleinstadt Warwick im Bundesstaat New York und starb dort 95-jährig am 31. Januar 2022.

## Filmografie (Auswahl)
- 1949: Wenn Eltern schweigen (Lost Boundaries)
- 1950: Vater der Braut (Father of the Bride)
- 1950: Drei kleine Worte (Three Little Words)
- 1950: Summer Stock
- 1950: Einmal eine Dame sein (Two Weeks with Love)
- 1951: Tal der Rache (Vengeance Valley)
- 1951: The Whistle at Eaton Falls
- 1952: Fearless Fagan
- 1952: Sky Full of Moon
- 1953: Sprung auf, marsch, marsch! (Take the High Ground!)
- 1954: Lady in the Dark (Fernsehfilm)
- 1959: Geheimkommando (Up Periscope)
- 1959: Gold in Alaska (The Alaskans; Fernsehserie, Folge Big Deal)
- 1959: Westlich von Santa Fé (The Rifleman; Fernsehserie, Folge The Coward)
- 1963: Perry Mason (Fernsehserie, Folge The Case of the Lover’s Leap)
- 1970: Cauliflower Cupids
- 1971: Some of My Best Friends Are...
- 1981: Forke des Todes (The Prowler)
- 1983: The American Snitch